# Tjänsteställningsreformen 1972
Tjänsteställningsreformen 1972 var baserad på grundprincipen, att tjänstegraden skulle motsvara uppnådd kompetens i krigsorganisationen. Bakgrunden till reformen var att i 1960 års befälsordning så saknades samband mellan uppgifter i krigsorganisationen och tjänsteställningen. Övergången till det nya tjänsteställningssystemet betydde att befälet inplacerades i nya tjänstegrader vilka motsvarade den kompetensnivå de uppnått. Befälskårerna fick också nya benämningar. 
En synbar förändring var att den högsta generals- och amiralsgraden, som bars av kungen och överbefälhavaren,  fick 4 istället för som tidigare 3 stjärnor. De två lägre generals- och flaggmansgraderna fick också en stjärna mer än tidigare.

## Bakgrund
1960 års befälsordning gav nya uppgifter i krigsorganisationen åt yrkesunderofficerare och yrkesunderbefäl. Underofficerarna blev kompanichefer och plutonchefer i krigsorganisationen, medan de traditionella underofficersuppgifterna som ställföreträdande plutonchef och kompanikvartermästare övertogs av underbefälet. Några förändringar i tjänsteställningen genomfördes dock inte.  Samband mellan uppgifter i krigsorganisationen och tjänsteställning kom därför att saknas. Vidare befordrades inte yrkesbefälet förrän det fanns en ledig högre tjänst, medan reservbefäl och värnpliktigt befäl befordrades när de uppnått den kompetensnivå och den lägsta levnadsålder som föreskrevs för graden. Det fanns också bristande överensstämmelse mellan svenska och utländska tjänstegrader varvid svenska militärer hade "avsevärt lägre tjänsteställning än sina utländska motsvarigheter". Under utlandstjänstgöring tillades därför svenska yrkesbefäl högre tjänstegrader.
| Exempel på grad och befattning enligt 1960 års befälsordning |                 |                      |                                  |
| Grad på aktiv stat                                           | Grad i reserven | Grad som värnpliktig | Befattning i krigsorganisationen |
| Kapten                                                       | -               | -                    | bataljonschef                    |
| Förvaltare Löjtnant Fanjunkare                               | Kapten          | Kapten               | kompanichef                      |
| Rustmästare Överfurir                                        | Fanjunkare      | Fanjunkare           | kompanikvartermästare            |
| Överfurir                                                    | Sergeant        | Sergeant             | ställföreträdande plutonchef     |
| Furir                                                        | -               | Furir                | gruppchef                        |
| Källa:                                                       |                 |                      |                                  |

## Befälsnivå, tjänstegrad och kompetensnivå
Den grundläggande principen i tjänsteställningsreformen var, att tjänstegraden skulle motsvara uppnådd kompetens i krigsorganisationen. På varje kompetensnivå fanns typbefattningar vilka motsvarade bestämda tjänstegrader. En eller flera kompetensnivåer motsvarades av en befälsnivå, som omfattade flera tjänstegrader. Sammanlagt fanns det fem befälsnivåer, generalspersoner, regementsbefäl, kompanibefäl, plutonsbefäl och gruppbefäl.
| 1972 års tjänsteställningssystem     |                        |
| Tjänstegrad                          | Kompetensnivå          |
| Generalspersoner                     |                        |
| General Generallöjtnant Generalmajor | H (högre chef)         |
| Regementsbefäl                       |                        |
| Överste av 1. graden Överste         | R (regementschef)      |
| Överstelöjtnant                      | F (fredsbataljonschef) |
| Major                                | B (bataljonschef)      |
| Kompanibefäl                         |                        |
| Kapten                               | K (kompanichef)        |
| Löjtnant Fänrik                      | P (plutonchef)         |
| Plutonsbefäl                         |                        |
| Fanjunkare Sergeant                  | T (troppchef)          |
| Gruppbefäl                           |                        |
| Överfurir Furir Korpral              | G (gruppchef)          |
| Källa:                               |                        |

## Nya benämningar på befälskårerna
Befälskårerna fick nya benämningar, regementsofficerare, kompaniofficerare, plutonsofficerare, gruppchefer, reservofficerare, värnpliktsofficerare och värnpliktiga gruppchefer. Regementsofficerare och kompaniofficerare var benämningar som tidigare utvisat befälsnivåer, men som nu blev namn på befälskårer. Övergången ägde rum enligt nedanstående tabell.
| Övergång till nya benämningar på befälskårerna |                          | |
| Tidigare benämning                             | Ny benämning             | Omfattade tjänstegraderna                                                                                      |
| Officerare [yrkes]                             | Regementsofficerare      | General Generallöjtnant Generalmajor Överste av 1. graden Överste Överstelöjtnant Major Kapten Löjtnant        |
| Underofficerare [yrkes]                        | Kompaniofficerare        | Kapten Löjtnant Fänrik                                                                                         |
| Underbefäl [yrkes] (rustmästare, överfurirer)  | Plutonsofficerare        | Fanjunkare Sergeant                                                                                            |
| Underbefäl [yrkes] (furirer och lägre)         | Gruppchefer              | Överfurir Furir Korpral                                                                                        |
| Reservofficerare                               | Reservofficerare         | General Generallöjtnant Generalmajor Överste av 1. graden Överste Överstelöjtnant Major Kapten Löjtnant Fänrik |
| Reservunderofficerare                          | Reservofficerare         | Fanjunkare Sergeant                                                                                            |
| Värnpliktiga officerare                        | Värnpliktsofficerare     | Kapten Löjtnant Fänrik                                                                                         |
| Värnpliktiga underofficerare                   | Värnpliktsofficerare     | Fanjunkare Sergeant                                                                                            |
| Värnpliktiga underbefäl                        | Värnpliktiga gruppchefer | Överfurir Furir Korpral                                                                                        |
| Källa:                                         |                          | |

## Inplacering i nya tjänstegrader
Övergången till det nya tjänsteställningssystemet betydde att befälet inplacerades i nya tjänstegrader vilka motsvarade den kompetensnivå de uppnått, enligt bestämmelser som sammanfattas i nedanstående tabell. Graderna förvaltare, rustmästare och vicekorpral avskaffades liksom specialbenämningar som ryttmästare, styckjunkare och konstapel. Tjänsteställningsordningen mellan fänrik och fanjunkare kastades om.
| Inplacering i nya tjänstegrader |                                              |                                                                |                       |
| Tidigare grad på aktiv stat | Tidigare grad i reserven                     | Tidigare grad som värnpliktig                                  | Ny grad 1972          |
| Överste i lönegrad C2 eller högre | -                                            | -                                                              | Överste av 1:a graden |
| Överste | -                                            | -                                                              | Överste               |
| Överstelöjtnant Major | -                                            | -                                                              | Överstelöjtnant       |
| Kapten med minst 11 års tjänst Löjtnant med minst 11 års tjänst                                                                              | -                                            | -                                                              | Major                 |
| Kapten med mindre än 11 års tjänst Löjtnant med 3-11 års tjänst Förvaltare Fanjunkare med minst 7 års tjänst Sergeant med minst 7 års tjänst | Kapten Löjtnant med minst två genomförda KFÖ | Kapten Löjtnant med genomförd frivillig utbildning till kapten | Kapten                |
| Löjtnant med mindre än tre års tjänst Fänrik Fanjunkare med 3-7 års tjänst Sergeant med 3-7 års tjänst                                       | Löjtnant som inte genomfört två KFÖ          | Löjtnant                                                       | Löjtnant              |
| Fanjunkare med mindre än tre års tjänst Sergeant med mindre än tre års tjänst                                                                | Fänrik                                       | Fänrik                                                         | Fänrik                |
| Rustmästare Överfurir med minst 5½ år tjänst                                                                                                 | Fanjunkare                                   | Fanjunkare Sergeant med frivillig utb till fanjunkare          | Fanjunkare            |
| Överfurir med mindre än 5½ år tjänst | Sergeant                                     | Sergeant                                                       | Sergeant              |
| Furir | -                                            | Furir efter genomförd grundutbildning                          | Överfurir             |
| Korpral | -                                            | Korpral efter genomförd grundutbildning                        | Furir                 |
| Källa: |                                              |                                                                |                       |

## Tjänsteställningsutredningens förslag
Tjänsteställningsutredningen förslag från 1967 avvek till vissa delar från den ordning i Kungl. Maj:ts proposition som sedermera antogs av riksdagen 1972.
Föreslagna befälskårsbenämningar
| Tidigare benämning                                            | Föreslagen benämning    |
| ------------------------------------------------------------- | ----------------------- |
| Officer                                                       | Officer                 |
| Underofficer                                                  | Kompaniofficer          |
| Underbefäl                                                    | Underofficer            |
| Reservofficer                                                 | Reservofficer           |
| ny kategori för pensions- och förtidsavgångna underofficerare | Reservkompaniofficerare |
| Reservunderofficer                                            | Reservunderofficer      |
| Värnpliktig officer                                           | Värnpliktsofficer       |
| Värnpliktig underofficer                                      | Värnpliktsunderofficer  |
| Värnpliktigt underbefäl                                       | Värnpliktsunderbefäl    |

Källa:
Föreslagna tjänstegrader i tjänsteställningsordning
| Armén, kustartilleriet och flygvapnet | Flottan                   |
| ------------------------------------- | ------------------------- |
| Brigadör                              | Flaggkommendör            |
| Överste                               | Kommendör                 |
| Överstelöjtnant 1. graden             | Kommendörkapten 1. graden |
| Överstelöjtnant                       | Kommendörkapten           |
| Major                                 | Örlogskapten              |
| Förvaltare                            | Förvaltare                |
| Kapten Överfanjunkare                 | Kapten Flaggjunkare       |
| Löjtnant                              | Löjtnant                  |
| Fanjunkare Fänrík                     | Fanjunkare Fänrík         |
| Överrustmästare                       | Flaggbåtsman              |
| Rustmästare                           | Högbåtsman                |
| Översergant                           | Flaggsergeant             |
| Sergeant                              | Sergeant                  |
| Överfurir                             | Flaggfurir                |
| Furir                                 | Furir                     |
| Korpral                               | Korpral                   |

Källa:
Inplacering i nya tjänstegrader
| Tidigare grad på aktiv stat                                        | Tidigare grad i reserven                             | Tidigare grad som värnpliktig | Förslag till ny tjänstegrad |
| ------------------------------------------------------------------ | ---------------------------------------------------- | ----------------------------- | --------------------------- |
| Överste i lönegrad C2 eller högre                                  | -                                                    | -                             | Brigadör                    |
| Överste                                                            | -                                                    | -                             | Överste                     |
| Överstelöjtnant                                                    | -                                                    | -                             | Överstelöjtnant 1. graden   |
| Major                                                              | -                                                    | -                             | Överstelöjtnant             |
| Kapten med minst 11 års tjänst                                     | -                                                    | -                             | Major                       |
| Kapten med mindre än 11 års tjänst Löjtnant med minst 3 års tjänst | Kapten                                               | Kapten                        | Kapten                      |
| Löjtnant med mindre än 3 års tjänst Fänrik                         | Löjtnant                                             | Löjtnant                      | Löjtnant                    |
| -                                                                  | Fänrik                                               | Fänrik                        | Fänrik                      |
| Förvaltare                                                         | -                                                    | -                             | Förvaltare                  |
| Fanjunkare med minst 7 års tjänst                                  | Fanjunkare med minst 7 års aktiv tjänst              | -                             | Överfanjunkare              |
| Fanjunkare med mindre än 3 års tjänst Sergeant                     | Fanjunkare med mindre än 3 års aktiv tjänst Sergeant | -                             | Fanjunkare                  |
| ny urvalsgrad                                                      | -                                                    | -                             | Överrustmästare             |
| Rustmästare Överfurir med minst 14 år tjänst                       | Fanjunkare                                           | -                             | Rustmästare                 |
| Överfurir med 5-14 års tjänst                                      | Sergeant                                             | Fanjunkare                    | Översergeant                |
| Överfurir med mindre än 5 års tjänst Furir                         | -                                                    | Sergeant                      | Sergeant                    |
| -                                                                  | -                                                    | Furir                         | Överfurir                   |
| -                                                                  | -                                                    | Korpral                       | Furir                       |
| -                                                                  | -                                                    | Vicekorpral                   | Korpral                     |

Källa: 